# Стретфорд (Онтаріо)
Стратфорд (англ. Stratford) — місто над річкою Ейвон в окрузі Перт Пд-Зх частині провінції Онтаріо, що в Канаді. Населення 30 461. (перепис 2006) Місто було засновано в 1832 році, і назване на честь Стратфорда-на-Ейвоні, старовинного міста в Англії (можливої батьківщини Вільяма Шекспайра), так само як і річка, що протікає через поселення.

## Історія

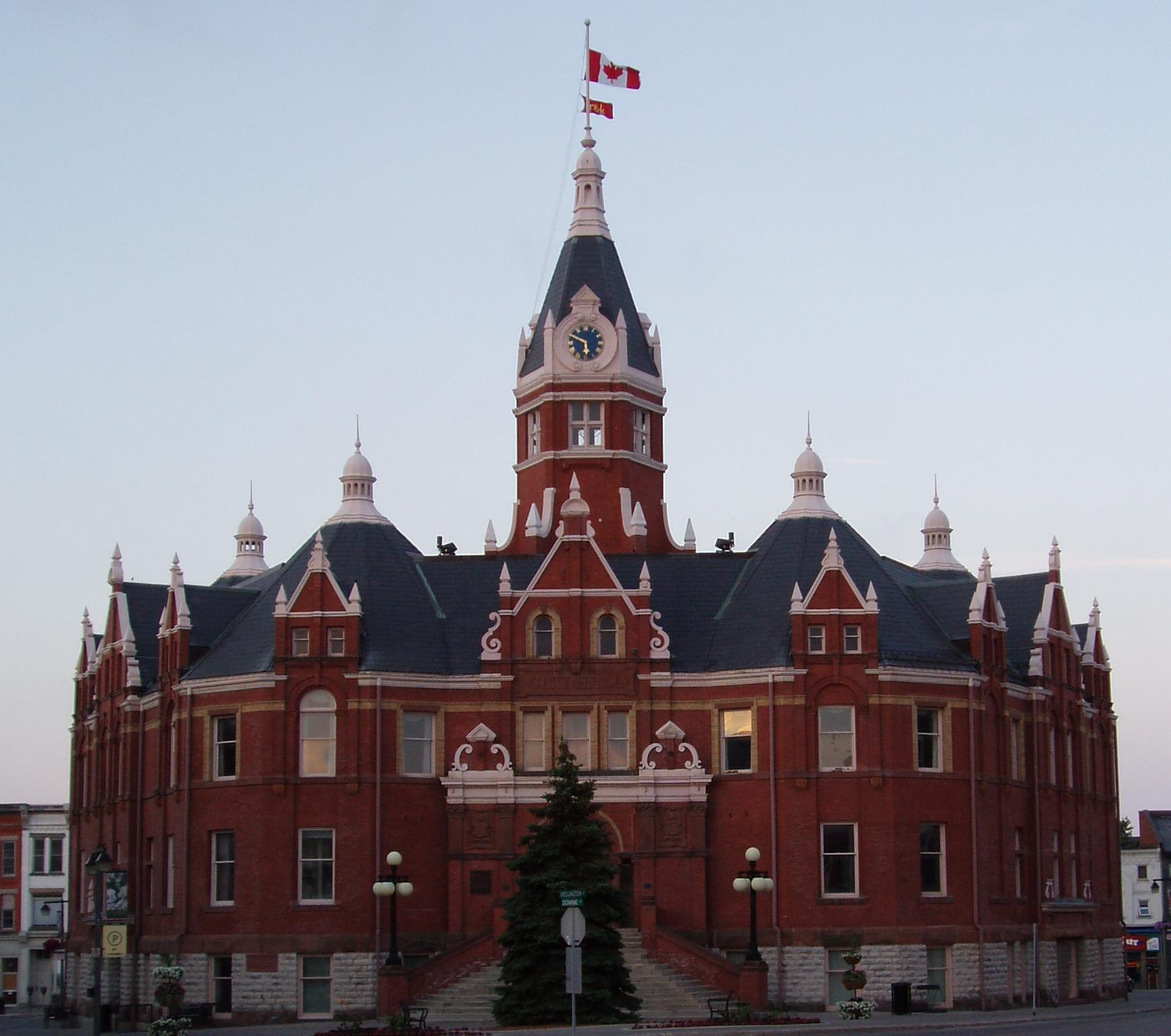
Міська ратуша

Перші поселенці замешкали на території міста в 1832 році. Першим мером став Джон Коррі Вілсон Дейлі (англ. John Corry Wilson Daly). Стратфорд отримав статус містечка (англ. town) у 1859 році, а статус міста (англ. city) в 1886 році, Стратфорд став швидко зростати. Символом міста в XIX столітті став лебідь, на честь чого кожен рік у місті на річку Ейвон випускають двадцять чотирьох білих і двох чорних лебедів.
Наприкінці XIX століття місто стало залізничним вузлом. У XX столітті основним виробництвом міста було фурнітурне, з ним і пов'язані перші страйки в місті, коли в 1933 році робітники, очолювані представниками Комуністичної робочої ліги «Єдність» оголосили протест проти деяких умов праці. Незабаром повстання було придушене силами Канадської армії.

## Демографія
Згідно із останнім переписом населення міста 30 461 мешканців, з них 14 525 (47.69%) чоловіків та 15 935 жінок (52,31%). З-поміж 30 025 містян, що зазначили рідну мову 27 485  (91,54%) зазначили рідною англійську, 200 (0,66%) французьку, та 20 (0,06%) є англо-франко білінгвами, ще 2 325 (7,74%) — інші мови.

## Фестиваль
З 1953 року проводиться щорічний Стратфордський Шекспірівський Фестиваль. З роками фестиваль здобув світову популярність з відвідуваністю у сотні тисяч туристів. Фестиваль відбувається в чотирьох театрах:
- Театр «Фестивальний» (англ. Festival)
- Театр «Ейвон» (англ. Avon Theatre)
- Театр Тома Паттерсона (англ. Tom Patterson Theatre)
- Театр «Студіо» (англ. Studio Theatre).

За роки існування участь у ньому брали такі знаменитості як сер Алек Гіннес (англ. Alec Guinness), Кристофер Пламмер (англ. Christopher Plummer), Пітер Устінов (англ. Peter Ustinov), Меггі Сміт (англ. Dame Maggie Smith), і Вільям Шетнер (англ. William Shatner), Люба Ґой.

## Відомі люди
В поселенні народився:
- Джордж Джі (922—1972) — канадський хокеїст.

В місті виріс та проживає співак Джастін Бібер.